# بوگوت-پیانکی

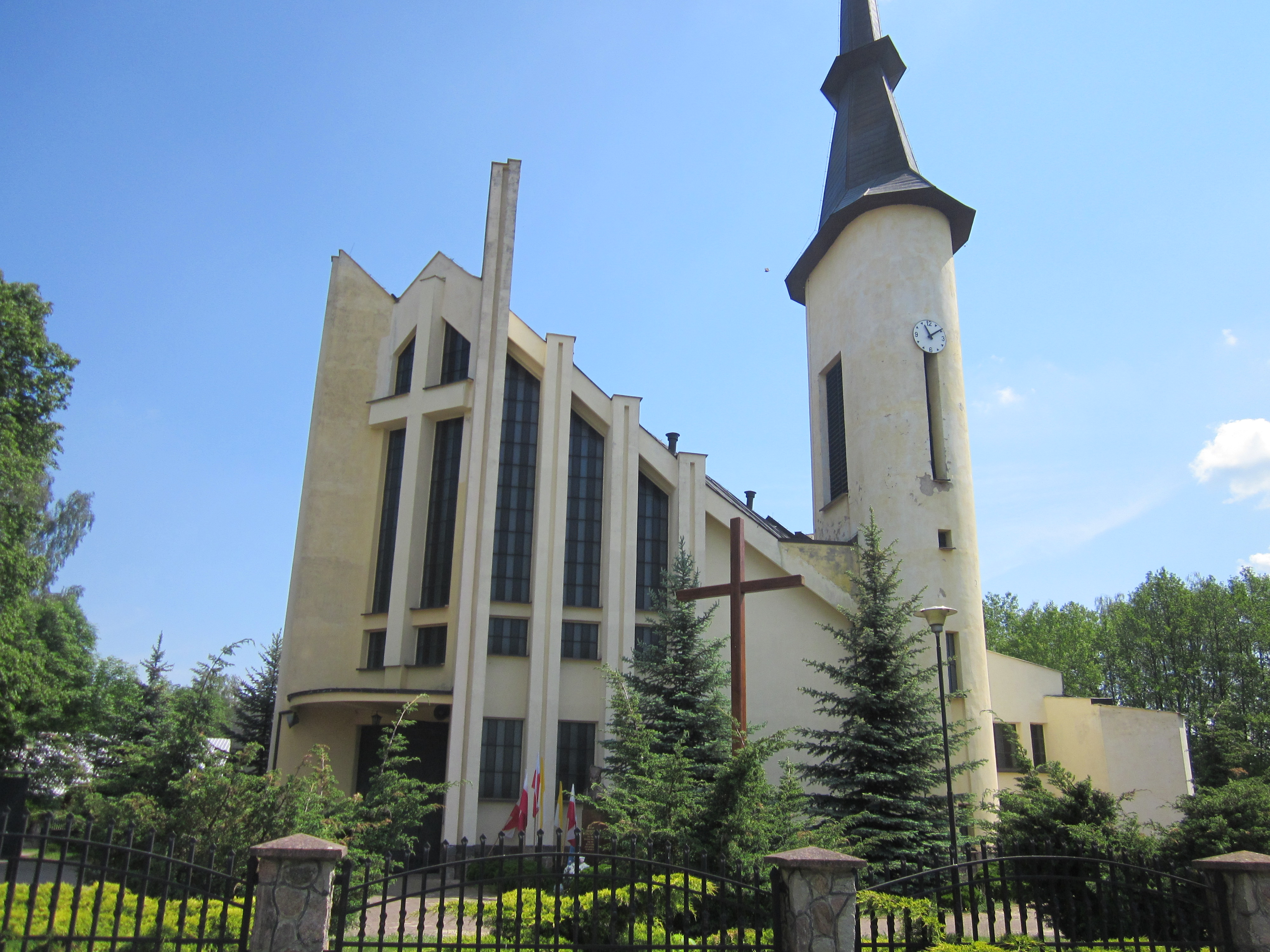
بوگوت-پیانکی

بوگوت-پیانکی (به لهستانی:  Boguty-Pianki) یک روستا در لهستان است که در گمینا بوگوت-پیانکی واقع شده‌است.